# 那麼厲害
《那麼厲害》為台灣男子團體Lollipop@F的第二張EP，且距離上一張專輯相隔2年多，也是加盟種子音樂後，所發行的第一張EP。
雖然僅是三首歌的EP，但三首歌呈現出來的曲風及《那麼厲害》EP所要表現出來的歌曲定位， 都是層次分明的；在這張EP，Lollipop@F用他們的全新姿態，讓歌迷能感受到原來電子舞曲也可以有性感、瘋狂以及青春陽光的不同樣貌。
在《那麼厲害》EP的前期企劃過程中，Lollipop@F也嘗試參與A&R工作，從選歌、EP概念、歌曲配唱建議、編舞發想都由Lollipop@F一手主導，而主唱小煜更在各大知名寫詞人的激烈競稿中，漂亮交出了主打歌《那麼厲害》的歌詞創作。
除了音樂作品的全面參與，造型也是企劃重點；有別於之前的青春無敵，兩年後的再出發，他們要告訴大家Lollipop@F不再是大家想像的青春男孩，而是有獨立思考、更成熟的男人了！
在造型上他們更主動提出穩重輕熟男的概念，希望能讓大家見到不一樣的Lollipop@F，因此從封面到專輯宣傳照，可以見到壞壞的潮流雅痞風、帥氣的時 尚白領風、陽光迷人的純棉白T風、時尚有型的英倫紳士風；當他們在時尚之都-巴黎穿著英倫紳士風拍攝首波主打《怎麼了》之時，頻頻讓街上過往的當地人詢問是拍哪一家時尚雜誌封面，可見Lollipop@F時尚之姿已征服眾人的眼光。
《那麼厲害》EP封面視覺更以自身文化出發，並結合時尚主題突破單一的潮流態度，突破韓流印象，呈現更具當代軌跡的視覺饗宴，這不僅只是張單純的EP而是Lollipop@F以全新姿態迎接世界的挑戰書!

## 簡介

### 首波主打《怎麼了》
宛如心跳節奏的重拍情歌，隨著為愛痛心的情感一同起伏。《怎麼了》充滿感情的重拍節奏，有著足以融化冰山的情感熱能，旋律帶著愛與不愛都是無奈的悠寂況味，搭配結實的鼓點與流動萬變的電子聲響，承載歌詞內最細緻的情感，勾勒出愛情的莫比烏斯環，有著溫柔與寂寞的正反輪廓，或許這才是愛情真實的面貌。
Lollipop@F再度與天王天后御⽤編舞大鈞⽼師合作，這次以現代舞為基礎，打造全新輕熟男魅⼒的[怎麼舞]，展現怎麼[愛]就怎麼[舞]，在愛情漩渦裏起伏的複雜心情，優雅肢體線條中融入灑脫俐落的舞蹈呈現情愛態度。
在滿滿的檔期下，Lollipop@F硬是犧牲睡眠，下通告後依然徹夜討論編舞，甚至在《怎麼了》MV開拍前還在修改舞蹈細節，只為了徹底表達歌曲裏對愛追求的態度，並投⼊更多的情感，期待帶給歌迷不同的視覺饗宴！

### 最強主打《那麼厲害》
台式電音舞曲，超強中猴節奏絕對上癮！
繼全民瘋狂的Dance後，Lollipop@F全新舞曲《那麼厲害》即將再度攻佔所有耳朵，全新概念玩轉台式元素拼上Electro dance pop曲風，Lollipop@F全力表現更具創意與態度的音樂態度。
其中《那麼厲害》的歌詞創作更是主唱小煜在眾多激烈比稿戰鬥中脫穎而出，他根據EP[打破所有標籤，打造屬於自己的符號]之精神撰寫，狠狠打破世俗規則與面具，呈現上班族內心的吶喊，歌詞完成後一致獲得製作團隊好評入選！此外，這次還神秘邀請中港臺演藝圈大哥大兼Lollipop@F老闆曾志偉，畫龍點睛聲演重點配音，耳尖的你聽出來了嗎？

### 溫柔節奏《指定席》
Lollipop@F電力滿載！ 四人全心奉獻的抒情節奏，堆疊出溫柔成熟的大人風格。
跳脫了華麗熱鬧，溫柔地唱出愛情的美好及渴望，一字一句宛如被深情擁抱著，帶你進入愛情最美好的想像。如冬陽般的歌詞，佐著率性節奏起伏，讓你體會到不同以往，更成熟LOLLIPOP＠F大人風格。

## 曲目列表
| 曲序 | 歌名                | 作詞   | 作曲               | 備註       |
| ---- | ------------------- | ------ | ------------------ | ---------- |
| 1    | 怎麼了 What's Wrong | 余琛懋 | K.Y.B              | 第一波主打 |
| 2    | 指定席 VIP Seats    | 元若藍 | Funemyr Magnus Per |            |
| 3    | 那麼厲害 Big Shot   | 小煜   | Starr Chen         | 第二波主打 |

## 音樂錄影帶
| 歌名                           | 導演   | 首播日期      | 首播頻道 |
| ------------------------------ | ------ | ------------- | -------- |
| YouTube上的怎麼了 What's Wrong | 珍妮花 | 2014年3月20日 | YouTube  |
| YouTube上的那麼厲害 Big Shot   | 珍妮花 | 2014年4月3日  | YouTube  |

## 外部連結
- 志偉打救LOLLIPOP@F （页面存档备份，存于）
- 新歌MV如出一轍 LOLLIPOP F涉抄襲 SJ-M （页面存档备份，存于）